# 洛馬斯德爾米拉多爾

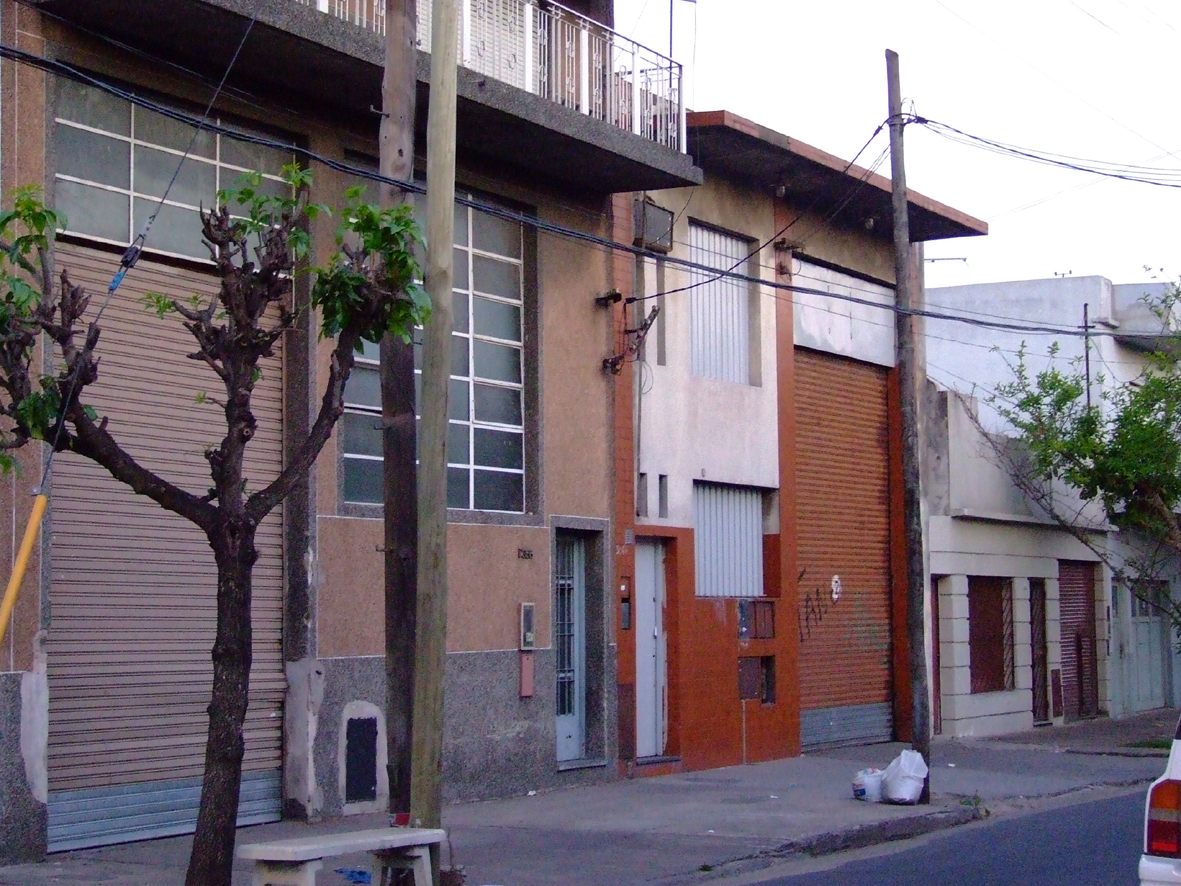
洛馬斯德爾米拉多爾

洛馬斯德爾米拉多爾是阿根廷的城鎮，位於該國東北部，由布宜諾斯艾利斯省負責管轄，面積5.5平方公里，海拔高度22米，2001年人口52,371，人口密度每平方公里9,522人。
34°39′00″S 58°31′59″W / 34.650°S 58.533°W